# Антарктида (фільм)
«Антарктида» — український документальний фільм 2025 року режисера Антона Птушкіна та кінокомпанії «Все Сам», присвячений життю та роботі учасників 30-ї Української антарктичної експедиції на станції «Академік Вернадський». Це другий фільм Антона Птушкіна як режисера. Прем'єра фільму в Україні назначена на 4 вересня 2025 року.

## Сюжет
«Антарктида» — документальний фільм-подорож українського тревел-блогера Антона Птушкіна. Стрічка присвячена життю та роботі учасників 30-ї Української антарктичної експедиції на станції «Академік Вернадський». У фільмі показано побут полярників, їхню взаємодію з природою Антарктиди, зокрема з місцевою фауною, а також наукові дослідження, серед яких — кліматичні спостереження.

## Виробництво
Фільм «Антарктида» став другим повнометражним проєктом Антона Птушкіна після фільму «Ми, наші улюбленці та війна». За його словами, робота над «Антарктидою» стала для нього «найцікавішим матеріалом», з яким йому доводилося працювати, а рішення про показ стрічки у кінотеатрах виникло після перегляду змонтованої частини у невеликій залі, коли стало очевидно, що Антарктиду варто демонструвати на великому екрані. 8 серпня вийшов перший трейлер до фільму.

### Знімання
Птушкін особисто здійснив зйомки без знімальної групи у березні 2025 року, провівши на станції «Академік Вернадський» тиждень та зафіксувавши всі етапи експедиції — від подорожі на українському криголамі «Ноосфера» до повсякденного життя дослідників, включно з побутовими деталями й курйозними моментами.

## Прем'єра
Прем'єра фільму «Антарктида» в Україні запланована 4 вересня 2025 року, а дистриб'ютором виступає B&H Film Distribution Company.